# QU Весов
QU Весов (лат. QU Librae) — одиночная переменная звезда в созвездии Весов на расстоянии (вычисленном из значения параллакса) приблизительно 30945 световых лет (около 9488 парсеков) от Солнца. Видимая звёздная величина звезды — от +15,1m до +14,2m.

## Характеристики
QU Весов — пульсирующая переменная звезда типа RR Лиры (RRAB).